# دامغ الجخاوزة (أسلم)

تعديل مصدري - تعديل

دامغ الجخاوزة هي إحدى قرى عزلة أسلم الوسط بمديرية أسلم التابعة لمحافظة حجة، بلغ تعداد سكانها 100 نسمة حسب تعداد اليمن لعام 2004.